# Бэнк и Моньюмент
Банк и Монумент (англ. Bank and Monument [Бэнк энд Моньюмент]) — группа станций вдоль улицы Короля Вильяма. Вместе они создают седьмой по загруженности пересадочный узел лондонского метро. Их обслуживают поезда пяти линий метро, а также линия Доклендского лёгкого метро (начинается на станции «Банк»). Обе станции относятся к первой тарифной зоне.

## Название
Названия станции получили от расположенных рядом Банка Англии и Монумента, сооружённого в память о Великом пожаре 1666 года.

## История станции
К 1876 компании Метрополитэн Рейлвэй (МР) и Метрополитэн Дистрикт Рейлвэй (МДР) построили большинство станций внутреннего круга (ныне Кольцевая линия), открыв «Олдгейт» и «Мэншн Хаус» соответственно.
Первую станцию будущего комплекса открыли 6 октября 1884 и назвали «Монумент».
Ватерлоо и Сити Рэйлвэй была построена компанией Лондон и Саус Вестерн Рэйлвэй как линия от Ватерлоо до Сити. Станция вблизи Мэншн Хаус с платформами под улицей королевы Виктории была открыта 8 августа 1898 и названа «Сити».
Позже попасть на платформы можно было по движущимся под небольшим углом дорожкам (как эскалатор). Реклама на станции линии «Ватерлоо и Сити» часто оформлена в виде большой фресковой живописи на стенах и потолках.
Первую станцию, которую назвали «Банк», открыли 25 февраля 1900 вместе с веткой от Бороу до Мургейт. А бывшую на тот момент конечной станцию «Улица Короля Вильяма» закрыли.
Для станции предназначалось место на углу Лобмард Стрит, где стояла церковь Святой Марии Вулнос XVIII века. Компании-застройщику дали разрешение на её снос. Но общественные протесты заставили компанию изменить свои планы по строительству подземной станции с билетным залом в подземной часовне церкви. Возникла необходимость передвижения тел, укрепление часовни стальным каркасом и усиление фундамента. Впоследствии станцию оборудовали эскалаторами, которые до их пор работают.
Открытие конечной станции Центральной железной дороги (ЦЖД) в Лондоне состоялось 30 июля 1900.
Из-за высокой стоимости земли в Сити, из-за близкого нахождения Королевской биржи, Банка Англии, Дома Мэншн станцию необходимо было строить под землёй. Так как над будущей станцией пересекались дороги, во избежание их разрушения, построили лифты для спускания под землю. Для каждого лифта была своя шахта (обычно в одну шахту помещают два лифта).
Во избежание разрушений зданий, тоннели строили вдоль улиц. Поэтому платформы под улицами Сриднидл и Пултри построены на повороте так, что с одного конца платформы не видно другого.
Поначалу свой кассовый зал был у каждой компании станции этого комплекса, но в 1920-х между станциями появились эскалаторы, и они начали взаимодействовать.
После появления в 1933 году эскалаторов между конечной станцией компании Сити и Саус Лондон Рэйлвэй и станцией «Монумент» пришлось вводить отдельное название для каждой станции.
Линию Доклендского лёгкого метро начали строить параллельно тоннелям Северной линии, и открыли в 1991 году. С платформ станции Банк имеется переход на другие линии.
Во время строительства линии лёгкого метро рабочим пришлось вскрыть часть перехода между линиями «Ватерлоо и Сити» и Центральной линии. И прохожим было видно непосредственное строительство новой линии.

## Иллюстрации

Станции «Банк» и «Монумент»
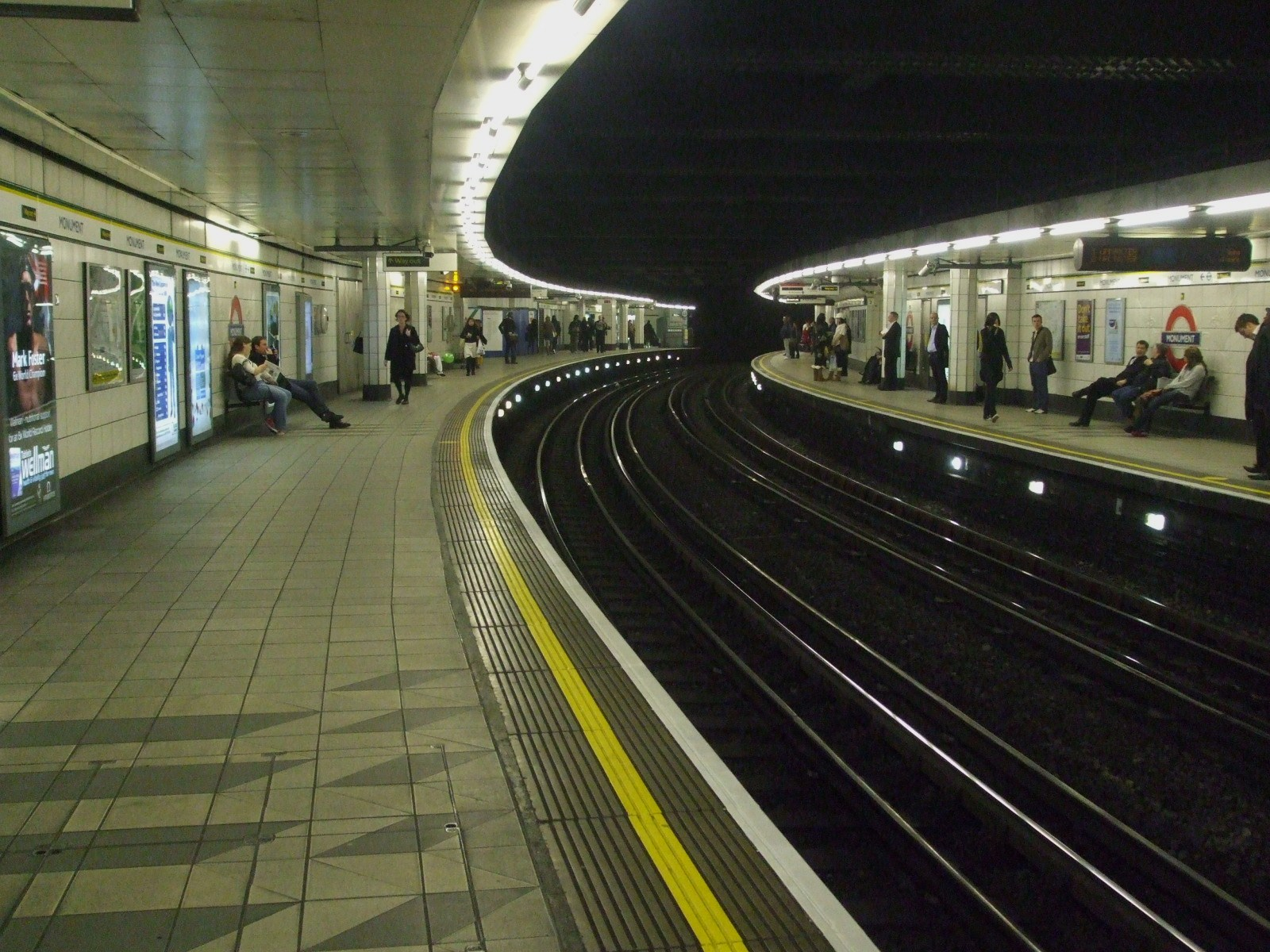
Платформа станции «Монумент» «Дистрикт» и Кольцевой линии
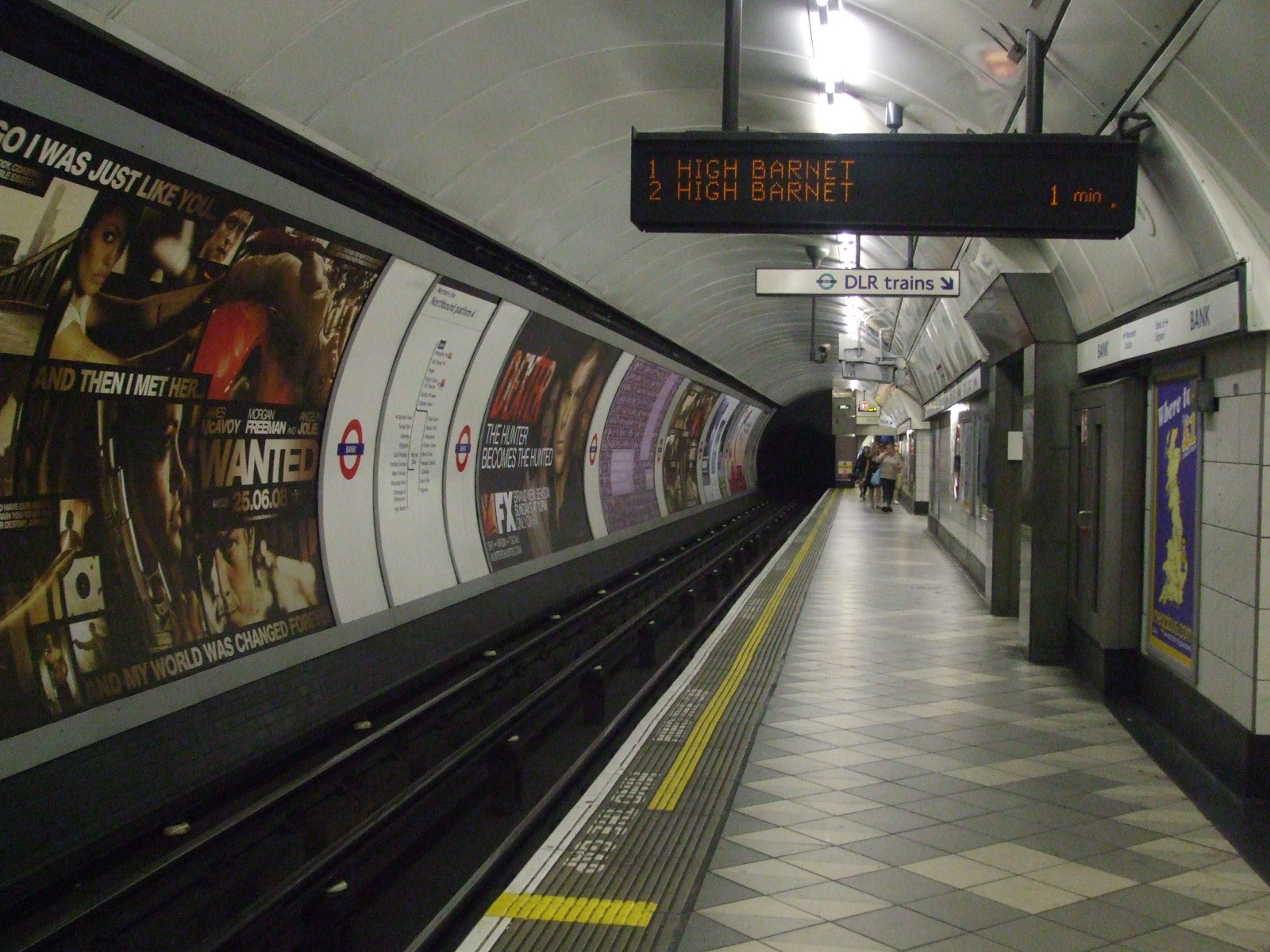
Платформа станции «Банк» Северной линии
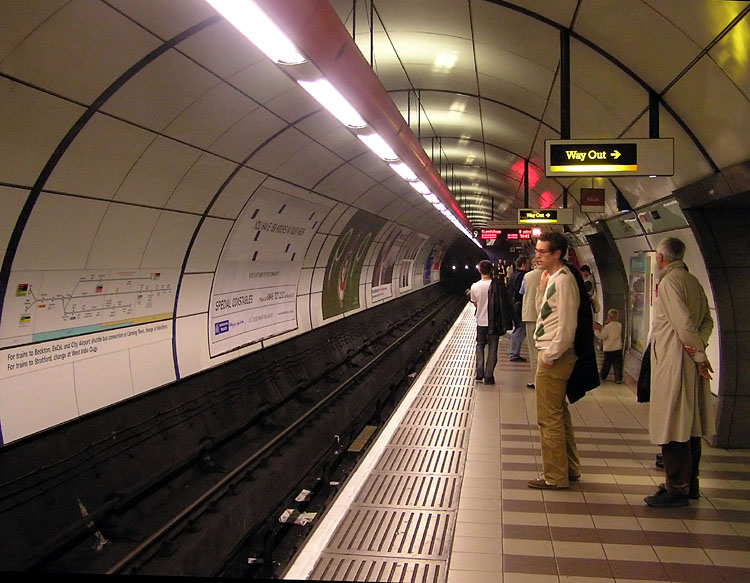
Платформа станции «Банк» линии лёгкого метро
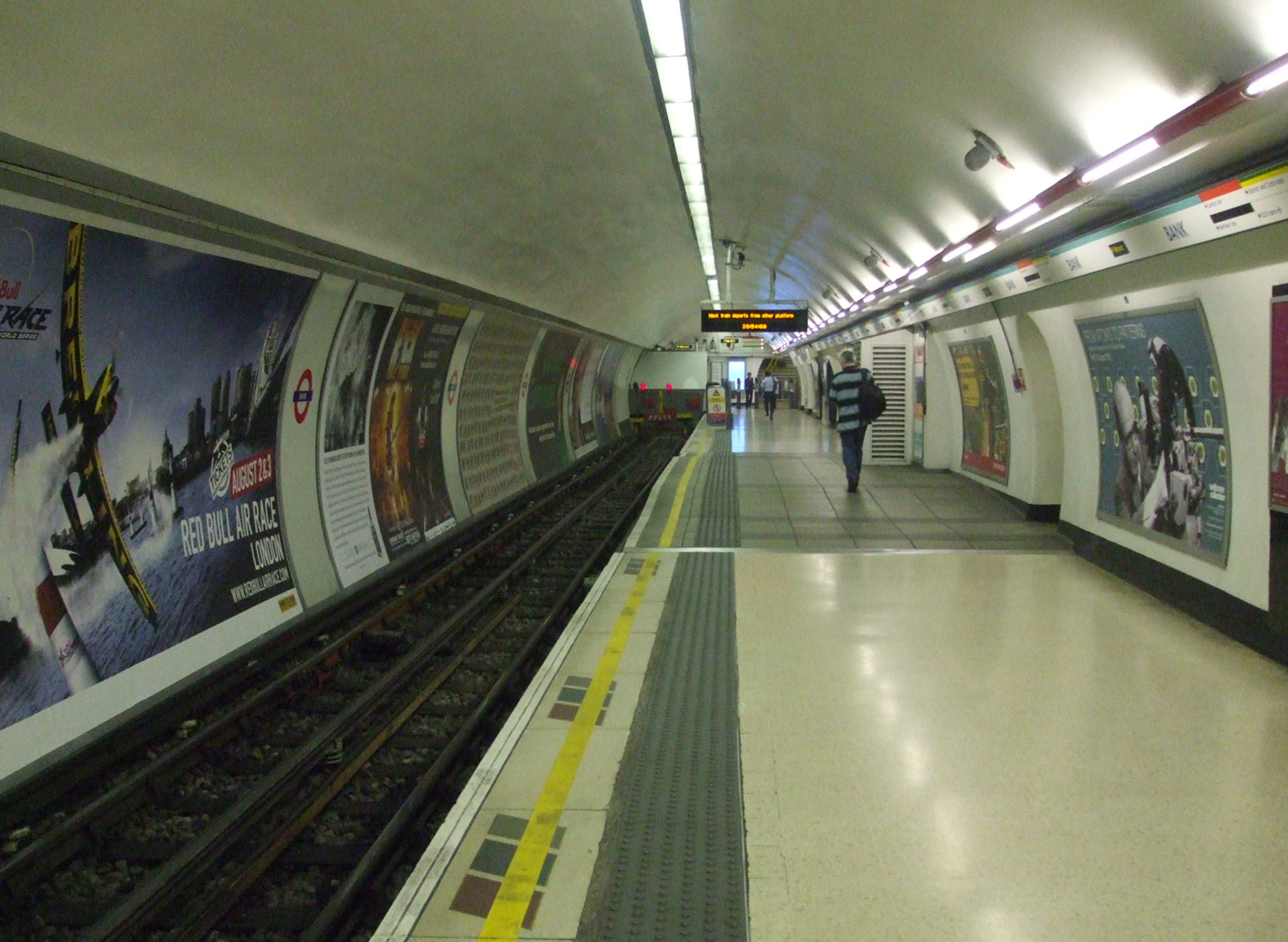
Платформа станции «Банк» линии «Ватерлоо и Сити»
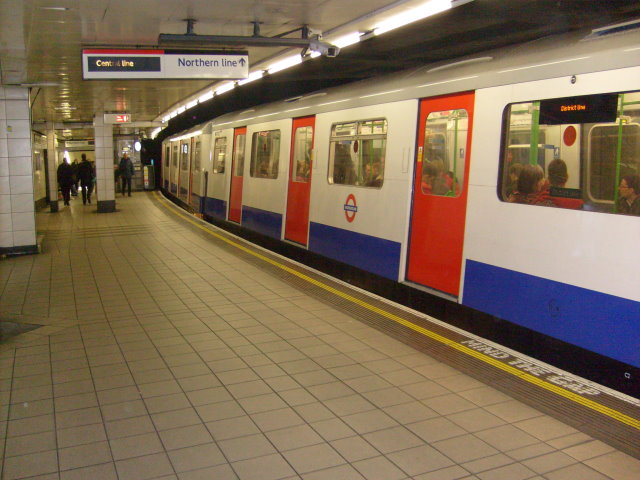
Платформа станции «Монумент» линии «Дистрикт»